# Freycinetia brevifolia
Freycinetia brevifolia är en enhjärtbladig växtart som beskrevs av Ugolino Martelli. Freycinetia brevifolia ingår i släktet Freycinetia och familjen Pandanaceae. Inga underarter finns listade.